# Onorato Caetani, V duca di Sermoneta
Onorato Caetani, V duca di Sermoneta (Roma, 1542 – Roma, 9 novembre 1592), è stato un mercenario italiano.

## Biografia

### I primi anni, il matrimonio ed il ravvicinamento ai Colonna
Figlio primogenito di Bonifacio Caetani, IV duca di Sermoneta e di sua moglie, Caterina Pio di Savoia, Onorato nacque a Roma nel 1542. A Roma venne anche educato sotto la tutela dello zio paterno, il cardinale Niccolò e sempre nella Città Eterna nel 1557 la sua famiglia decise per lui il prestigioso matrimonio con Agnesina Colonna (1538-26 aprile 1578), sorella di Marcantonio, appartenente ad una delle più potenti famiglie dell'aristocrazia romana dell'epoca. Gli accordi per procura vennero firmati a Napoli il 26 luglio 1558 e le nozze ebbero luogo a Roma nel 1560.
Questo matrimonio giungeva al culmine di un periodo travagliato che aveva visti spesso opposti i Caetani ed i Colonna e quindi si prometteva innanzitutto come pacificatore, oltre a rappresentare un notevole vantaggio economico dato che la sposa avrebbe portato con sé la cospicua dote di 33.000 ducati d'oro. L'unico problema che frenò Bonifacio inizialmente da concludere questo accordo matrimoniale era il fatto che da anni la sua famiglia si era ravvicinata alla politica del Regno di Francia, mentre i Colonna erano tradizionalmente vicini a quello di Spagna. Il re di Francia, interpellato su questo matrimonio, contro ogni previsione, diede invece il pieno assenso auspicando che questa unione avrebbe potuto ravvicinare al suo partito la potente fazione dei Colonna. In realtà, proprio durante gli anni del suo fidanzamento prima e del matrimonio poi, Onorato si legò sempre più a Marcantonio Colonna, subendone l'influenza sia militare che politica.

### I successi militari
Quando nel 1570 Marcantonio Colonna venne infatti nominato comandante della flotta ispano-pontificia che, assieme a quella veneziana, avrebbe dovuto portare soccorso all'isola di Cipro, assediata dai Turchi, Onorato decise di intraprendere anch'egli la carriera militare e seguire il Colonna nell'impresa. Quando i suoi famigliari vennero a conoscenza di questa sua volontà, Bonifacio suo padre e suo zio Nicolò si opposero fermamente, ma fu l'influenza del cardinale Alessandro Farnese a farlo desistere definitivamente. Per fortuna Onorato non prese parte a questa spedizione che sin dall'inizio risultò compromessa dalla tattica tentennante adottata dall'ammiraglio Doria.
Onorato ad ogni modo non si perse d'animo e l'anno successivo prese parte a fianco del cognato Marcantonio alla battaglia di Lepanto che risultò invece vittoriosa e che gli fruttò il rango di capitano generale della fanteria pontificia, su raccomandazione del Colonna. Alla battaglia presso Lepanto, Onorato prese parte a bordo della galera "La Grifona", la prima nave della coalizione cristiana a venire in contatto coi turchi. Il primo scontro, la nave di Onorato la ebbe direttamente con due navi nemiche, l'una comandata da Khara Khodja (detto Caracosa), governatore di Valona, e l'altra dal famoso pirata turco Khara Djali. La fortuna arrise ad Onorato che, con la sua capacità di comando riuscì ad impadronirsi di entrambe le navi nemiche.
Dopo aver fatto ritorno in Italia, si portò nel suo feudo di Sermoneta, dove Onorato diede inizio alla costruzione della chiesa di Santa Maria della Vittoria, così chiamata in adempimento ad un voto fatto durante la battaglia di Lepanto.

### Le alterne fortune
Quando nel 1572 il nuovo pontefice concesse la carica di generale della fanteria pontificia ad un altro comandante, preso dalla delusione, Onorato decise di abbandonare il servizio attivo a favore dello Stato della Chiesa per passare direttamente al servizio della Spagna. Filippo II, che conosceva le sue gesta, gli affidò il comando di una galera della squadra di navi presenti in Sicilia. Questo cambio di rotta imposta da Onorato influenzò anche suo zio cardinale che, nel conclave successivo alla morte di Pio V, sostenne apertamente il cardinale Boncompagni, candidato favorito da Filippo II ed eletto poi col nome di Gregorio XIII. Il nuovo pontefice provvedette subito alla nomina di Onorato a governatore del rione di Borgo a Roma e di comandante generale della guardia pontificia, venendo però costretto ad abbandonare il suo servizio attivo a favore della Spagna, situazione che Filippo II comprese ed approvò personalmente.
Purtroppo, il comportamento tenuto dallo zio cardinale nei confronti del pontefice neoeletto, ben presto finì per compromettere anche la fortuna di Onorato che dovette ben presto rinunciare alle cariche ed ai benefici accumulati, ma recuperò il tutto poco dopo quando sia il papa che il cardinale morirono, nel 1585. Il nuovo pontefice, Sisto V, fu infatti particolarmente vicino alla famiglia dei Caetani (era molto amico del cardinale Niccolò) al punto che il seggio resosi vacante nel collegio cardinalizio venne affidato ad un altro Caetani, Enrico, fratello minore di Onorato. Il pontefice nel 1586 riconobbe ufficialmente il titolo di duca ad Onorato, appoggiato sul feudo di Sermoneta, con l'intento probabilmente di coinvolgerlo nell'opera di bonifica delle Paludi Pontine che fu uno dei leit motiv del pontificato di Sisto V.
Nel gennaio del 1587, Onorato si portò col figlio Gregorio a Madrid presso la corte di Filippo II, dove il sovrano gli concesse il prestigiosissimo Ordine del Toson d'oro, una dignità che in tutta la Roma papalina dell'epoca era stata concessa unicamente a Marcantonio Colonna. Si incrinò invece quasi contemporaneamente il rapporto col pontefice dal momento che Enrico, fratello di Onorato, venne nominato dapprima Camerlengo e poi nunzio apostolico in Francia, situazione nella quale utilizzò poco tatto e molta iniziativa personale, al contrario di quanto gli aveva chiesto il papa. Sisto V si scagliò anche contro i parenti di Enrico che ne avevano sostenuto la condotta, primo tra tutti il fratello patriarca di Alessandria e poi ovviamente Onorato, al quale venne ordinato di rimanere nei propri feudi, evitando Roma.
Alla morte di Sisto V, il collegio dei cardinali comprese come il pontefice era stato persino troppo duro nei confronti di Enrico e degli altri Caetani e per questo la famiglia poté vedersi riconosciute molte delle spese sostenute, e Onorato venne, su proposta del cardinale Montalto, posto come secondo in carica al capitano generale delle truppe pontificie, il nipote di Sisto V, Michele Peretti. Ottenne così l'incarico di reclutare nuovi soldati per mantenere l'ordine a Roma durante il periodo della sede vacante in attesa dell'elezione del nuovo pontefice. Mantenne questa carica durante i conclavi che elessero rispettivamente Gregorio XIV, Innocenzo IX e Clemente VIII.

### Gli ultimi anni
Rimasto al servizio dei pontefici, ancora nel 1591 Onorato Caetani venne ricordato per essersi impegnato al fianco di Virginio Orsini e Carlo Spinelli in una spedizione militare per contrastare i briganti presenti nelle campagne romane, operazione che però si concluse senza risultati importanti.
Morì a Roma il 9 novembre 1592 a causa di una "febbre maligna" e venne sepolto a Sermoneta, nella chiesa di Santa Maria della Vittoria da lui fatta erigere. Lo scrittore e poeta Torquato Tasso, che con lui ebbe sempre ottimi rapporti, volle celebrare la figura del duca di Sermoneta nel canto XX, strofa 131, della sua Gerusalemme conquistata.

## Matrimonio e figli
Onorato Caetani ebbe dalla moglie Agnesina Colonna otto figli maschi:
- Pietro, succedette al padre come duca di Sermoneta
- Filippo, succedette al fratello come duca di Sermoneta
- Antonio, cardinale
- Bonifazio, cardinale
- Gregorio, cavaliere di Malta
- Guglielmo (morto infante)
- Ruggero, capitano dell'esercito spagnolo
- Benedetto, ecclesiastico

## Albero genealogico
|                                             |                                            |                                    | Genitori                                    |  |  | Nonni |  |  | Bisnonni                                |  |  | Trisnonni                                 |  |
|                                             |                                            |                                    |                                             |  |  |       |  |  | Guglielmo Caetani, II duca di Sermoneta |  |  | Onorato Caetani, VII signore di Sermoneta |  |
|                                             |                                            |                                    |                                             |  |  |       |  |  | Guglielmo Caetani, II duca di Sermoneta |  |  | Onorato Caetani, VII signore di Sermoneta |  |
|                                             |                                            | Caterina Orsini                    |                                             |  |  |       |  |  | Guglielmo Caetani, II duca di Sermoneta |  |  |                                           |  |
| Camillo Caetani, III duca di Sermoneta      |                                            |                                    |                                             |  |  |       |  |  | Guglielmo Caetani, II duca di Sermoneta |  |  |                                           |  |
|                                             |                                            | Francesca Conti                    | Bruno Conti, conte di Segni                 |  |  |       |  |  |                                         |  |  |                                           |  |
|                                             |                                            | Francesca Conti                    | Bruno Conti, conte di Segni                 |  |  |       |  |  |                                         |  |  |                                           |  |
|                                             |                                            | Francesca Conti                    | Vannola Conti dell'Anguilara                |  |  |       |  |  |                                         |  |  |                                           |  |
| Bonifacio Caetani, IV duca di Sermoneta     |                                            | Francesca Conti                    |                                             |  |  |       |  |  |                                         |  |  |                                           |  |
|                                             |                                            | Onorato Caetani, I duca di Traetto | Pietro Bernardino Caetani, conte di Traetto |  |  |       |  |  |                                         |  |  |                                           |  |
|                                             |                                            | Onorato Caetani, I duca di Traetto | Pietro Bernardino Caetani, conte di Traetto |  |  |       |  |  |                                         |  |  |                                           |  |
|                                             |                                            | Onorato Caetani, I duca di Traetto | Costanza Orsini                             |  |  |       |  |  |                                         |  |  |                                           |  |
| Beatrice Caetani d'Aragona                  |                                            | Onorato Caetani, I duca di Traetto |                                             |  |  |       |  |  |                                         |  |  |                                           |  |
|                                             |                                            | Lucrezia d'Aragona                 | Ferdinando I di Napoli                      |  |  |       |  |  |                                         |  |  |                                           |  |
|                                             |                                            | Lucrezia d'Aragona                 | Ferdinando I di Napoli                      |  |  |       |  |  |                                         |  |  |                                           |  |
|                                             |                                            | Lucrezia d'Aragona                 | Eulalia Ravignano                           |  |  |       |  |  |                                         |  |  |                                           |  |
| Onorato Caetani, V duca di Sermoneta        |                                            | Lucrezia d'Aragona                 |                                             |  |  |       |  |  |                                         |  |  |                                           |  |
|                                             | Lionello I Pio di Savoia, signore di Carpi | Alberto II Pio, signore di Carpi   |                                             |  |  |       |  |  |                                         |  |  |                                           |  |
|                                             | Lionello I Pio di Savoia, signore di Carpi | Alberto II Pio, signore di Carpi   |                                             |  |  |       |  |  |                                         |  |  |                                           |  |
|                                             | Lionello I Pio di Savoia, signore di Carpi | Camilla Contrari                   |                                             |  |  |       |  |  |                                         |  |  |                                           |  |
| Alberto III Pio di Savoia, signore di Carpi | Lionello I Pio di Savoia, signore di Carpi |                                    |                                             |  |  |       |  |  |                                         |  |  |                                           |  |
|                                             |                                            | Caterina Pico                      | Gianfrancesco I Pico                        |  |  |       |  |  |                                         |  |  |                                           |  |
|                                             |                                            | Caterina Pico                      | Gianfrancesco I Pico                        |  |  |       |  |  |                                         |  |  |                                           |  |
|                                             |                                            | Caterina Pico                      | Giulia Boiardo                              |  |  |       |  |  |                                         |  |  |                                           |  |
| Caterina Pio di Savoia                      |                                            | Caterina Pico                      |                                             |  |  |       |  |  |                                         |  |  |                                           |  |
|                                             |                                            | Franciotto Orsini di Monterotondo  | Orso Orsini, signore di Monterotondo        |  |  |       |  |  |                                         |  |  |                                           |  |
|                                             |                                            | Franciotto Orsini di Monterotondo  | Orso Orsini, signore di Monterotondo        |  |  |       |  |  |                                         |  |  |                                           |  |
|                                             |                                            | Franciotto Orsini di Monterotondo  | Costanza Savelli                            |  |  |       |  |  |                                         |  |  |                                           |  |
| Cecilia Orsini di Monterotondo              |                                            | Franciotto Orsini di Monterotondo  |                                             |  |  |       |  |  |                                         |  |  |                                           |  |
|                                             |                                            | Violante Orsini di Mugnano         | Pierfrancesco Vicino Orsini                 |  |  |       |  |  |                                         |  |  |                                           |  |
|                                             |                                            | Violante Orsini di Mugnano         | Pierfrancesco Vicino Orsini                 |  |  |       |  |  |                                         |  |  |                                           |  |
|                                             |                                            | Violante Orsini di Mugnano         | Giulia Beccaria                             |  |  |       |  |  |                                         |  |  |                                           |  |
|                                             |                                            | Violante Orsini di Mugnano         |                                             |  |  |       |  |  |                                         |  |  |                                           |  |